# Yórgos Masoúras
 (août 2025).
Yórgos Masoúras (en grec moderne : Γιώργος Μασούρας), né le 1er janvier 1994 à Kechrinia en Grèce, est un footballeur international grec qui joue au poste d'ailier gauche au VfL Bochum, en prêt de l'Olympiakós.

## Biographie

### Carrière en club
Yórgos Masoúras rejoint le Paniónios GSS lors de l'été 2014.
Le 3 janvier 2019, il s'engage en faveur de l'Olympiakos.
Il joue son premier match le 8 janvier suivant, lors d'une rencontre de coupe de Grèce contre l'AO Xanthi. Il entre en jeu à la place de Ioánnis Fetfatzídis, et les deux équipes se séparent sur un match nul (0-0).
En 2019 puis à nouveau en 2020, il participe à la phase de groupe de la Ligue des champions avec l'Olympiakos. Il joue douze matchs dans cette compétition.
Il se met en évidence en inscrivant deux doublés en championnat, tout d'abord sur la pelouse de l'Asteras Tripolis le 15 décembre 2019 (victoire 0-5 de son équipe), puis lors de la réception de l'AEL Larissa trois jours plus tard (victoire 4-1).
Le 30 septembre 2021, Masoúras se fait remarquer lors d'une rencontre de Ligue Europa face au Fenerbahçe SK en délivrant une passe décisive pour Tiquinho Soares sur l'ouverture du score de son équipe, puis en inscrivant deux buts. Il est ainsi impliqué dans la totalité des buts de son équipe, qui l'emporte par trois buts à zéro,,.

### En sélection
Le 18 novembre 2018, Yórgos Masoúras honore sa première sélection avec l'équipe nationale de Grèce face à l'Estonie. Il est titulaire ce jour-là mais son équipe s'incline sur le score de un but à zéro.
Le 8 septembre 2019, Masoúras inscrit son premier but en sélection face au Liechtenstein. Titularisé ce jour-là, il ouvre le score sur une passe décisive d'Efthýmis Kouloúris mais les deux équipes se partagent finalement les points (1-1 score final).
Le 10 septembre 2023, Masoúras réalise son premier doublé en sélection, face à Gibraltar. Titularisé, il participe à la victoire de son équipe par cinq buts à zéro.

## Palmarès
- Champion de Grèce en 2020, 2021 et 2022 avec l'Olympiakos
- Vice-champion de Grèce en 2019 avec l'Olympiakos
- Vainqueur de la Coupe de Grèce en 2020 avec l'Olympiakos
- Vainqueur Europa League Conference 2024